# Qiayisuoletan Mulatibieke
Qiayisuoletan Mulatibieke (ur. 16 stycznia 1993 roku) – chiński zapaśnik walczący w stylu klasycznym. Zajął dwunaste miejsce na igrzyskach wojskowych w 2015 i szesnaste w 2019. Brązowy medalista wojskowych MŚ w 2013 roku.